# Лазарєва Тетяна Вікторівна
Лазарева Тетяна Вікторівна (нар. 4 липня 1981, м. Торецьк, Донецька область) — українська борчиня вільного стилю, багаторазовий призер чемпіонатів світу, чемпіонка Європи (2001, 2002), Заслужений майстер спорту України.

## Життєпис
Учасниця Олімпійських ігор 2004 (8 місце) та 2012 (4 місце) років. Одружена зі своїм тренером — Григорієм Шепелєвим, син — Олександр.
Головною суперницею Тетяни Лазаревої в Україні довгі роки була львів'янка Наталя Синишин, яка після того, як тренерська рада збірної України вирішила, що на літніх Олімпійських іграх 2012 року в Лондоні країну представлятиме Лазарєва, почала думати про зміну громадянства. До того ж Синишин довго і безуспішно чекала на отримання хоча б однокімнатної квартири і врешті з 2014 року почала виступи за збірну Азербайджану.

## Спортивні результати на міжнародних змаганнях

### Виступи на Олімпіадах
| Змагання                                   | Збірна  | Вагова категорія          | Місце |
| ------------------------------------------ | ------- | ------------------------- | ----- |
| Боротьба на літніх Олімпійських іграх 2004 | Україна | жіноча боротьба, до 55 кг | 8     |
| Боротьба на літніх Олімпійських іграх 2012 | Україна | жіноча боротьба, до 55 кг | 5     |

### Виступи на Чемпіонатах світу
| Змагання                        | Збірна  | Вагова категорія          | Місце  |
| ------------------------------- | ------- | ------------------------- | ------ |
| Чемпіонат світу з боротьби 1997 | Україна | жіноча боротьба, до 56 кг | 8      |
| Чемпіонат світу з боротьби 1998 | Україна | жіноча боротьба, до 56 кг | 6      |
| Чемпіонат світу з боротьби 1999 | Україна | жіноча боротьба, до 56 кг | 4      |
| Чемпіонат світу з боротьби 2000 | Україна | жіноча боротьба, до 56 кг | Срібло |
| Чемпіонат світу з боротьби 2001 | Україна | жіноча боротьба, до 56 кг | Бронза |
| Чемпіонат світу з боротьби 2002 | Україна | жіноча боротьба, до 55 кг | 11     |
| Чемпіонат світу з боротьби 2003 | Україна | жіноча боротьба, до 55 кг | 10     |
| Чемпіонат світу з боротьби 2007 | Україна | жіноча боротьба, до 55 кг | 5      |
| Чемпіонат світу з боротьби 2008 | Україна | жіноча боротьба, до 55 кг | Срібло |
| Чемпіонат світу з боротьби 2011 | Україна | жіноча боротьба, до 55 кг | Бронза |

### Виступи на Чемпіонатах Європи
| Змагання                         | Збірна  | Вагова категорія          | Місце  |
| -------------------------------- | ------- | ------------------------- | ------ |
| Чемпіонат Європи з боротьби 1997 | Україна | жіноча боротьба, до 56 кг | 6      |
| Чемпіонат Європи з боротьби 1998 | Україна | жіноча боротьба, до 56 кг | 11     |
| Чемпіонат Європи з боротьби 1999 | Україна | жіноча боротьба, до 56 кг | Бронза |
| Чемпіонат Європи з боротьби 2000 | Україна | жіноча боротьба, до 56 кг | 7      |
| Чемпіонат Європи з боротьби 2001 | Україна | жіноча боротьба, до 56 кг | Золото |
| Чемпіонат Європи з боротьби 2002 | Україна | жіноча боротьба, до 55 кг | Золото |
| Чемпіонат Європи з боротьби 2003 | Україна | жіноча боротьба, до 55 кг | 12     |
| Чемпіонат Європи з боротьби 2004 | Україна | жіноча боротьба, до 55 кг | Срібло |
| Чемпіонат Європи з боротьби 2008 | Україна | жіноча боротьба, до 55 кг | Бронза |

### Виступи на Кубках світу
| Змагання                    | Збірна  | Вагова категорія          | Місце  |
| --------------------------- | ------- | ------------------------- | ------ |
| Кубок світу з боротьби 2002 | Україна | жіноча боротьба, до 55 кг | Срібло |
| Кубок світу з боротьби 2015 | Україна | жіноча боротьба, до 53 кг | 6      |

### Виступи на інших змаганнях
| Змагання                                                    | Збірна  | Вагова категорія          | Місце  |
| ----------------------------------------------------------- | ------- | ------------------------- | ------ |
| Олімпійський кваліфікаційний турнір з боротьби 2004 (Туніс) | Україна | жіноча боротьба, до 55 кг | Бронза |
| Чемпіонат світу з боротьби серед студентів 2004             | Україна | жіноча боротьба, до 55 кг | Золото |
| Турнір Олександра Медведя 2011                              | Україна | жіноча боротьба, до 55 кг | Бронза |
| Золотий Гран-прі з боротьби 2011 (Баку)                     | Україна | жіноча боротьба, до 55 кг | 5      |
| Київський Міжнародний турнір з боротьби 2011                | Україна | жіноча боротьба, до 55 кг | Золото |
| Відкритий чемпіонат Польщі з боротьби 2012                  | Україна | жіноча боротьба, до 55 кг | Бронза |
| Київський Міжнародний турнір з боротьби 2013                | Україна | жіноча боротьба, до 51 кг | Золото |
| Міжнародний меморіал Дейва Шульца 2015                      | Україна | жіноча боротьба, до 53 кг | 4      |

### Виступи на змаганнях молодших вікових груп
| Змагання                                       | Збірна  | Вагова категорія          | Місце  |
| ---------------------------------------------- | ------- | ------------------------- | ------ |
| Чемпіонат Європи з боротьби серед юніорів 1997 | Україна | жіноча боротьба, до 54 кг | Бронза |
| Чемпіонат Європи з боротьби серед юніорів 1998 | Україна | жіноча боротьба, до 54 кг | Бронза |
| Чемпіонат Європи з боротьби серед юніорів 1999 | Україна | жіноча боротьба, до 58 кг | Золото |
| Чемпіонат світу з боротьби серед юніорів 1999  | Україна | жіноча боротьба, до 58 кг | Срібло |
| Чемпіонат Європи з боротьби серед юніорів 2000 | Україна | жіноча боротьба, до 58 кг | Золото |
| Чемпіонат світу з боротьби серед юніорів 2001  | Україна | жіноча боротьба, до 54 кг | 5      |